# جامعة سيمونز
جامعة سيمونز (كلية سيمونز حتى عام 2018) (بالإنجليزية: Simmons University)‏ هي خاصة النساء وركزت الجامعة الجامعية وخاصة التعليم المختلط مدرسة الدراسات العليا في بوسطن، ماساتشوستس. تأسست عام 1899م.

## الحرم الجامعي
تتكون جامعة سيمونزحاليًا من حرمين جامعيين يقعان بالقرب من باك بي فينز في بوسطن:

### الحرم الجامعي
يقع الحرم الجامعي في 300 ذا فينواي في منطقة لونجوود الطبية. يقع مباشرة بجوار متحف ايزابيلا ستوارت جراندر ومدرسة بوسطن اللاتينية. يتكون هذا الحرم الجامعي حاليًا من خمسة مباني:
- قصر واحد الطريق
- مبنى الكلية الرئيسي
- مكتبة بيتلي/قاعة ليفافور
- مركز علوم بارك

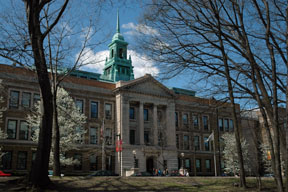
كلية سيمونز مبنى الكلية الرئيسي

- مبنى كلية الإدارة (مبنى أخضر حديث [4])

### الحرم الجامعي السكني
يقع سكن الحرم الجامعي على بعد مبنى واحد من الحرم الرئيسي. يقع بالقرب من مركز لاندمارك ومحطتي فن وي ولونق وود مبتا. يتكون الحرم الجامعي السكني من 13 مبنى تتركز على رباعي عشبي:
- قاعة سيمونز (سكن طالبة وسومومور)
- قاعة ديكس (سكن سوفومور)
- قاعة سميث (سكن كبار، يضم أيضًا صالة رباعية وغرفة بريد)
- أرنولد هول (سكن جونيور)
- القاعة الشمالية (سكن الخريجين والدراسات العليا)
- مكاتب الصحة والمكاتب السكنية
- مركز هولمز الرياضي
- القاعة الجنوبية (سكن صحي)
- قاعة ألومني (غرفة متعددة الأغراض)
- قاعة الطعام بارتول (يضم أيضًا خدمة تناول الطعام حتى وقت متأخر من الليل باسم بارتول لايت)
- قاعة إيفانز (سكن كبار)
- قاعة ميسك (سكن طالبة وسومومور، جدد في عام 2010م)
- قاعة مورس (سكن طالبة وسومور)

تخدم معظم المباني في الحرم الجامعي السكن الجامعي، ويضم الحرم أيضًا قاعة كبيرة لتناول الطعام ومركزًا صحيًا ومركزًا كبيرًا للياقة البدنية ومكتبًا للسلامة العامة ومرافق أخرى.
يفصل الحرم الجامعي السكني عن الحرم الجامعي الرئيسي من قبل كلية إيمانويل ومختبرات أبحاث ميرك في بوسطن.

## أكاديميات
- الكلية الجامعية
- كلية الدراسات العليا للعلوم والآداب
- كلية علوم المكتبات والمعلومات، أنشئت عام 1902 [5][6]
- كلية التمريض والعلوم الصحية
- كلية الإدارة
- مدرسة العمل الاجتماعي

## خريجون بارزون
سيمونز الخريجين تشمل:
- جولي بيري (مؤلفة)، مؤلفة الأطفال
- لينور بلوم (من مواليد 1942م)، عالم الكمبيوتر وعالم الرياضيات
- كريستين كاشور، مؤلفة
- دينيس دي نوفي (من مواليد 1956م)، منتج أفلام
- ريما إليس، مراسلة إن بي سي نيوز
- دوروثي سيليست بولدينج فيريبي (1898م-1980م)، طبيب وناشط أمريكي من أصل أفريقي
- ديفيد س. فيريرو (من مواليد 1949م) أمين المحفوظات العاشر للولايات المتحدة
- نينا فريلون (من مواليد 1954م)، مغنية الجاز
- آن م. فودج، سيدة أعمال، الرئيس التنفيذي السابق لشركة Young &amp; Rubicam
- أولين كلوغ جاي، أخصائية اجتماعية مرتبطة بـ YWCA
- كريستين هيبيرمان، مؤلفة وشاعرة
- ثيودورا كيمبال هوبارد، مهندس المناظر الطبيعية، أمين مكتبة
- مارجوري هيلسايزر كوبر، اختصاصي تغذية الذي خدم في الحرب العالمية الأولى
- جوين إيفيل (2016م)، صحفي، مذيع تلفزيوني ومؤلف
- لويز أندروز كينت (1886م-1969م)، مؤلفة
- ماكنزي لي، مؤلف
- غيل ليفين، 1969م، مؤرخ فني
- إلينور ليبمان (من مواليد 1950م)، روائية
- بيرثا ماهوني (1882م-1969م)، مؤسس مجلة ذا هورن بوك
- باربرا مارغوليس (1929م-2009م)، داعية حقوق السجناء الذي شغل منصبا رسميا بمدينة نيويورك.[7]
- هانا م. مكارثي، مديرة الكلية وسيدة الأعمال
- إليانور ميلفيل (1922م-1991م)، النحات الأمريكي
- كاثرين نورتون (1941م–2014م)، أمينة المكتبة الأمريكية [8]
- بيرثا رينولدز (من مواليد 1914م)، أخصائية اجتماعية أمريكية
- سريناجاريندرا (1900م–1995م)، والدة تايلاند
- مابيل ليلاني سميث، مدير خدمة التمريض العام لإقليم هاواي
- سوزان ترافيرسو (1983م)، رئيسة كلية ثيل، وكيلة جامعة إليزابيثتاون السابقة
- سوزين والدمان، معلقة ملونة لصحيفة نيويورك يانكيز
- أليسون شوارتز، من مواليد 1970م، رئيسة الدائرة الانتخابية الثالثة عشرة للممثل الأمريكي في بنسلفانيا 2004م
- آن وليامز ويتون، من مواليد عام 1912م دعائية وأول سكرتيرة صحفية بالبيت الأبيض
- إستير م. ويلكينز (1916م–2016م)، رائدة في مجال صحة الأسنان، ومعلمة، ومؤلفة " الممارسة السريرية لصحة الأسنان"
- ماري إليزابيث وود، 1861م-1931م، أمينة المكتبة والرسالة التبشيرية التي عملت بنشاط على تعزيز التعليم المبكر وأمانة المكتبات الصينية
- أليكس رايت، الكاتب الأمريكي ومهندس المعلومات

## أعضاء هيئة التدريس البارزون
- هاري بنتلي، مؤسس ويحمل الاسم نفسه لكلية بنتلي، أستاذ المحاسبة.
- نانسي بوند، الحائزة على جائزة نيوبري هونور، والتي درست في مركز سيمونز كوليدج لدراسة أدب الأطفال من 1979م إلى 2001م.
- دانا تشاندلر، فنانة وناشطة.
- غريغوري ماجوير، مؤلف وأستاذ ومدير مشارك في مركز كلية سيمونز لدراسة أدب الأطفال من 1979م-1985م.
- إيزادور جيلبرت مودج، أمين مكتبة، محاضر غير متفرغ

## روابط خارجية
- الموقع الرسمي